# Régulation sociale
 (décembre 2018).
Si vous disposez d'ouvrages ou d'articles de référence ou si vous connaissez des sites web de qualité traitant du thème abordé ici, merci de compléter l'article en donnant les références utiles à sa vérifiabilité et en les liant à la section « Notes et références ».
La  régulation sociale est un processus en sciences sociales qui tend à organiser le monde social. Via d'autres processus comme la négociation, la confrontation, l'affiliation, la discrimination, elle tend à ordonner la réalité sociale et les interactions sociales. Une régulation sociale est une régularité observable ; un comportement conforme, une norme sociale, mais aussi, plus largement, une culture, une organisation sociale. La régulation sociale produit donc des normes, qui vont parfois jusqu'à s'inscrire sous forme de lois, mais qui peuvent aussi rester tacites.

## Instauration collective de règles et normes
L'organisation sociale implique l'établissement de normes sociales, par usage, habitude, ou besoin de réguler une situation qui tend à se reproduire; ce processus est nommé régulation sociale. Le philosophe français Jean Devos souligne que l’organisation sociale est viable dans la mesure de l’efficience des mécanismes régulateurs qui y sont montés : les dispositifs régulateurs concourent à pérenniser les ensembles humains, par nature complexes et instables. 
La régulation sociale produit de l'ordre ; un système social constitué d'entités sociales qui interagissent entre elles et qui se sont coordonnés au fil de leurs interactions, principalement en posant des jugements de valeurs et en appliquant des sanctions envers les déviants.
Le droit est aussi un outil de régulation sociale. C’est-à-dire qu'il fixe des règles afin que l'organisation reste stable. La thématique n'est pas neuve dans les sciences juridiques, contrairement aux idées reçues colportées par des juristes et des sociologues. A l'image d'Elisabeth Zoller, ceux-ci ont longtemps cru que le vocabulaire de la régulation avait pénétré le monde du droit à la fin du XIXe siècle sous l'influence des sciences sociales. Il est désormais acquis que le droit s'est emparé de ces notions de façon antérieure à la sociologie, notamment par le biais des thèses sur le pouvoir régulateur.

## Processus sociaux impliqués
De nombreux processus sont impliqués dans l'ordre produit par la régulation sociale. Bien que l'action sociale relève principalement de la reproduction sociale et du conformisme elle n'est pas soumise au déterminisme. L'Histoire démontre que les normes sociales changent.
Le conformisme est la norme, simplement parce qu'il permet une économie de temps et de ressources lors des interactions sociales; la liberté devient alors la capacité d'agir autrement que ce qui est attendu dans une situation donnée. Par exemple, lorsqu'un individu entre dans un commerce, il agit en "client"; il adopte, sans même y penser, un ensemble de comportements et attitudes conformes à l'identité sociale de "client". Il est libre d'agir autrement, mais est-ce que cela en vaut le coût ?.
Les confrontations répétées sont coûteuses et périlleuses ; par l'institution de règles et des normes permettant de réduire ces incertitudes et coûts, la régulation sociale permet une certaine économie des ressources.
Pour l'interactionnisme structural, la régulation implique trois processus :
- La sélection : processus de tri et de discrimination
- La mobilisation : processus de ralliement
- L'engagement : processus d'entreprendre quelque chose, dans un objectif partagé

Ces processus de régulation sociale peuvent mener à plusieurs modes de régulation sociale :
- L’interaction corrélative
- La négociation
- L’organisation
- L’interaction autonome